# Jerukseger
Jerukseger is een bestuurslaag in het regentschap Mojokerto van de provincie Oost-Java, Indonesië. Jerukseger telt 3441 inwoners (volkstelling 2010).